# Campeonato Europeo de Patinaje de Velocidad sobre Hielo de 1993
El LXXXVII Campeonato Europeo de Patinaje de Velocidad sobre Hielo se celebró en Heerenveen (Países Bajos) del 22 al 24 de enero de 1993 bajo la organización de la Unión Internacional de Patinaje sobre Hielo (ISU) y la Federación Neerlandesa de Patinaje sobre Hielo.
Las competiciones se realizaron en el estadio Thialf de la ciudad neerlandesa.

## Resultados

### Masculino
| Evento              | Oro                                          | Plata                                     | Bronce                                      |
| ------------------- | -------------------------------------------- | ----------------------------------------- | ------------------------------------------- |
| 500 m               | Falko Zandstra · Países Bajos · 37,90 s      | Roberto Sighel · Italia · 37,95 s         | Rintje Ritsma · Países Bajos · 38,00 s      |
| 1500 m              | Falko Zandstra · Países Bajos · 1:52,90      | Rintje Ritsma · Países Bajos · 1:53,52    | Johann Olav Koss · Noruega · 1:53,76        |
| 5000 m              | Johann Olav Koss · Noruega · 6:38,77         | Falko Zandstra · Países Bajos · 6:40,01   | Bart Veldkamp · Países Bajos · 6:41,86      |
| 10 000 m            | Falko Zandstra · Países Bajos · 13:46,96     | Bart Veldkamp · Países Bajos · 13:49,81   | Rintje Ritsma · Países Bajos · 13:56,92     |
| Clasificación total | Falko Zandstra · Países Bajos · 156,882 pts. | Johann Olav Koss · Noruega · 157,961 pts. | Rintje Ritsma · Países Bajos · 158,047 pts. |

### Femenino
| Evento              | Oro                                    | Plata                                    | Bronce                                    |
| ------------------- | -------------------------------------- | ---------------------------------------- | ----------------------------------------- |
| 500 m               | Emese Hunyady · Austria · 40,86 s      | Else Ragni Yttredal · Noruega · 41,51 s  | Cerasela Hordobețiu · Rumania · 41,59 s   |
| 1500 m              | Emese Hunyady · Austria · 2:03,50      | Gunda Niemann · Alemania · 2:04,89       | Heike Warnicke · Alemania · 2:05,19       |
| 3000 m              | Gunda Niemann · Alemania · 4:17,43     | Heike Warnicke · Alemania · 4:17,84      | Emese Hunyady · Austria · 4:22,66         |
| 5000 m              | Gunda Niemann · Alemania · 7:15,50     | Heike Warnicke · Alemania · 7:17,05      | Carla Zijlstra · Países Bajos · 7:28,87   |
| Clasificación total | Emese Hunyady · Austria · 170,721 pts. | Heike Warnicke · Alemania · 170,818 pts. | Svetlana Bazhanova · Rusia · 173,647 pts. |

## Medallero
- Solo se otorgan medallas en la clasificación general.

| Núm. | País         | Oro | Plata | Bronce | Total |
| ---- | ------------ | --- | ----- | ------ | ----- |
| 1    | Países Bajos | 1   | 0     | 1      | 2     |
| 2    | Austria      | 1   | 0     | 0      | 1     |
| 3    | Alemania     | 0   | 1     | 0      | 1     |
| 3    | Noruega      | 0   | 1     | 0      | 1     |
| 5    | Rusia        | 0   | 0     | 1      | 1     |
|      | TOTAL        | 2   | 2     | 2      | 6     |